# Panamaisch-portugiesische Beziehungen
Die panamaisch-portugiesischen Beziehungen beschreiben das zwischenstaatliche Verhältnis zwischen Panama und Portugal. Die Länder unterhalten seit 1912 direkte diplomatische Beziehungen.
Im Jahr 2010 waren 220 portugiesische Staatsbürger konsularisch in Panama registriert, in Portugal waren 27 Bürger Panamas im Jahr 2015 gemeldet, davon 12 in der Hauptstadt Lissabon.

## Geschichte

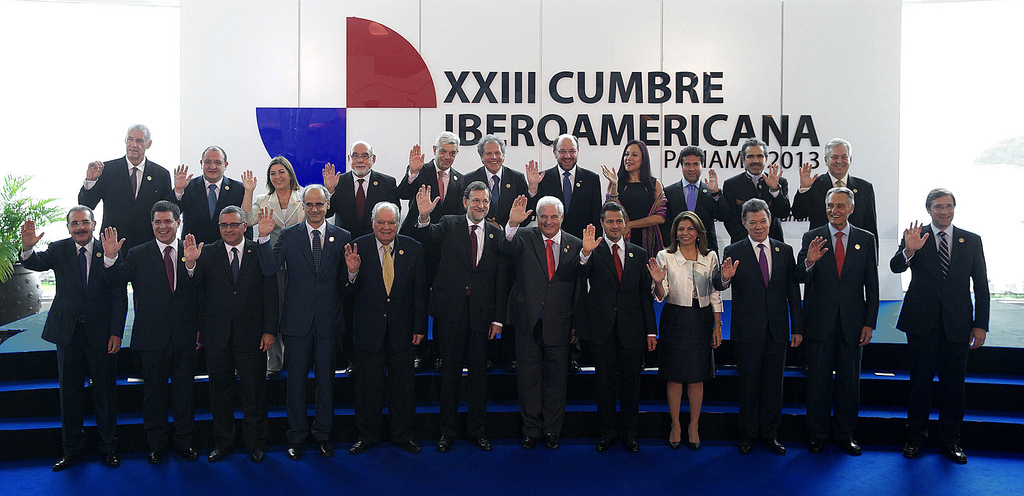
Gruppenbild der Staatschefs beim Ibero-Amerika-Gipfel 2013 in Panama

Am 9. April 1857 unterzeichneten die Republik Neugranada (heute Kolumbien) und Portugal ein erstes Handelsabkommen. 1903 folgte die Abspaltung von Neugranada und Gründung des unabhängigen Staates Panamas durch die USA in Folge des Panamakonflikts. Portugal erkannte die Unabhängigkeit Panamas nicht offiziell und in aller Form an, doch sind diplomatische Kontakte vermerkt.
Nachdem seit 1912 ein erster portugiesischer Geschäftsträger in Panama akkreditiert war, eröffnete am 10. Juli 1913 die portugiesische Legation in Panama-Stadt. Zu ihrem Amtsbezirk sollten auch Kolumbien, Costa Rica und Venezuela gehören. 1919 wurde die Legation jedoch wieder geschlossen. Die 1926 eröffnete Botschaft Portugals in Venezuela war fortan auch für Panama zuständig.
2015 eröffnete Portugal seine erste vollwertige Botschaft in Panama.
Im Zusammenhang mit den 2016 als Panama Papers bekannt gewordenen Dokumenten, die konkrete Fälle legaler und illegaler Steuervermeidung über Briefkastenfirmen und andere Modelle in Panama öffentlich machten, wurden auch 34 portugiesische Beteiligte bekannt. Es wurden jedoch keine ähnlich großen Skandale daraus, wie in einigen Fällen anderer Länder. Zur internationalen Recherche-Kooperation der Panama Papers aus über 70 Ländern gehörten aus Portugal die Wochenzeitung Expresso und der Fernsehsender TVI.

## Diplomatie
Portugal unterhält seine Botschaft im Bürogebäude Torre Optima in der Hauptstadt Panama-Stadt (Avenida Samuel Lewis, Ecke Calle 55 Este). Daneben besteht ein portugiesisches Honorarkonsulat, ebenfalls in Panama-Stadt, das jedoch dem Generalkonsulat in Portugals Botschaft in der kolumbianischen Hauptstadt Bogotá unterstellt ist.
Panamas Botschaft sitzt im Lissabonner Stadtteil Belém, in der Rua Pêro de Alenquer Nr. 14 der Stadtgemeinde São Francisco Xavier. Panamaische Konsulate neben der Botschaft sind in Portugal nicht eingerichtet.

## Wirtschaft
Die portugiesische Außenhandelskammer AICEP ist in Panama mit einem Büro an der Botschaft Portugals vertreten.
Im Jahr 2016 exportierte Portugal Waren im Wert von 22,67 Mio. Euro nach Panama (2015: 18,37 Mio.; 2014: 15,37 Mio.; 2013: 13,41 Mio.; 2012: 10,50 Mio.), davon 49,1 % Maschinen und Geräte, 23,1 % Metalle, 0,4 % Holz und Kork und 0,8 % Erze und Minerale.
Im gleichen Zeitraum lieferte Panama Waren im Wert von 12,16 Mio. Euro an Portugal (2015: 7,48 Mio.; 2014: 5,79 Mio.; 2013: 7,09 Mio.; 2012: 3,28 Mio.), davon 99,9 % landwirtschaftliche Erzeugnisse und 0,1 % chemisch-pharmazeutische Produkte.
Im Jahr 2016 stand Panama für den portugiesischen Außenhandel damit an 75. Stelle als Abnehmer und an 91. Stelle als Lieferant. Im panamaischen Außenhandel 2015 rangierte Portugal an 51. Stelle unter den Abnehmern und an 49. Stelle unter den Lieferanten.

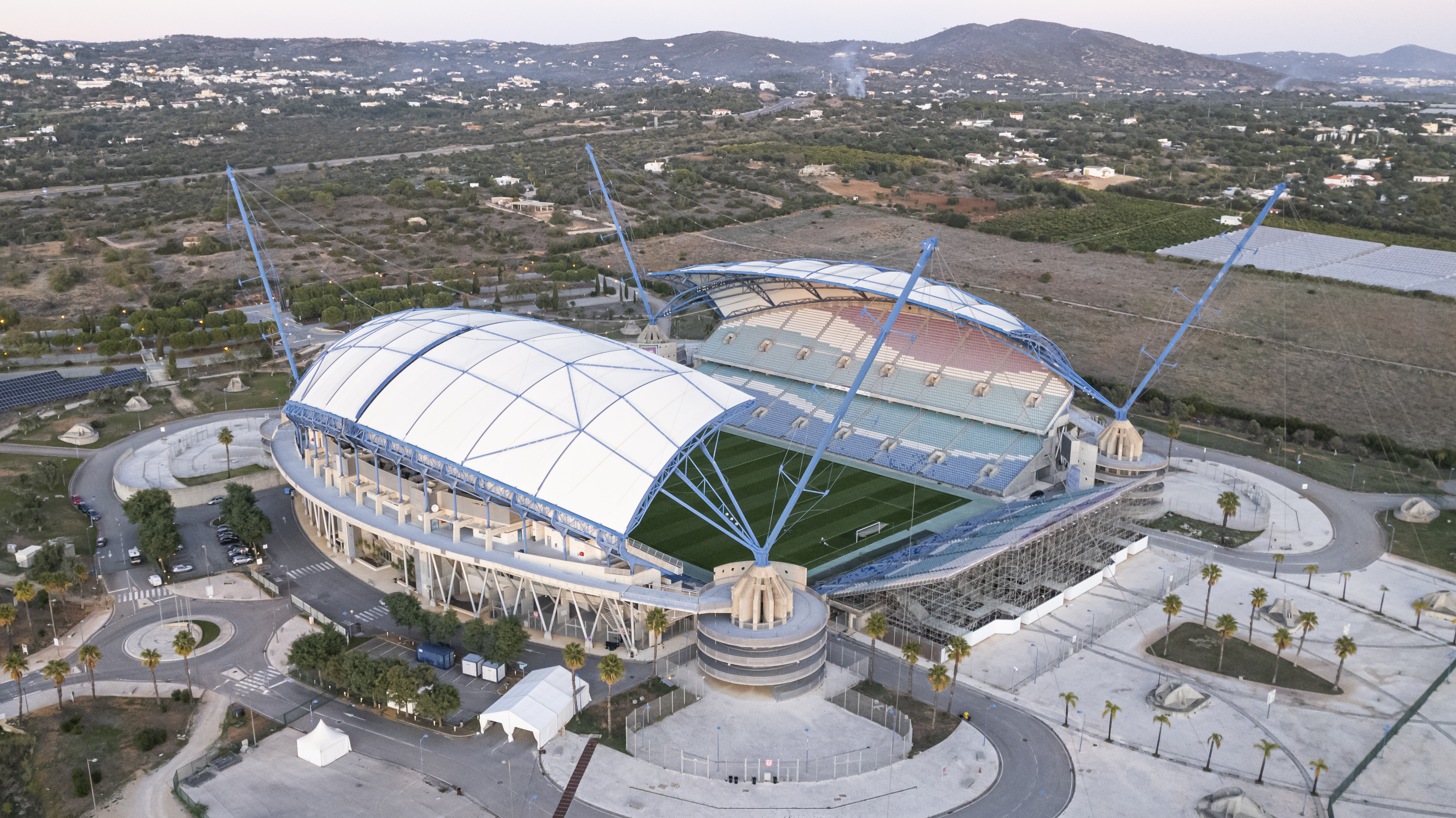
Das Algarve-Stadion

## Sport
Die panamaische Fußballnationalmannschaft und die portugiesische Auswahl der Männer haben erst einmal gegeneinander gespielt (Stand Februar 2017). Beim Freundschaftsspiel am 15. August 2012 im Algarve-Stadion gewannen die Portugiesen mit 2:0.
Panamaische Spieler spielen häufiger auch für portugiesische Vereine, etwa Nationalspieler wie Fidel Escobar, der in der Jugendmannschaft von Sporting Lissabon war, Ismael Díaz, der für den FC Porto auflief, Roderick Miller, der für den CD Feirense spielte, Abdiel Arroyo, der für den CD Santa Clara auf den Azoren antrat, oder Gabriel Gómez und José Luis Garcés Rivera, die bei Belenenses Lissabon spielten. Die panamaische Fußballnationalspielerin Carina Baltrip-Reyes unterschrieb 2023 bei der Frauenabteilung des portugiesischen Klubs Marítimo Funchal.